# Iulian-Alexandru Badea
Iulian-Alexandru Badea (n. 6 octombrie 1994, Lausanne, cantonul Vaud, Elveția) este un deputat român, ales în 2020 din partea Partidului Social Democrat.

## Studii
Este absolvent al Institutului Diplomatic Român din subordinea Ministerului de Externe, al Colegiului Național de Afaceri Interne aflat sub autoritatea Ministerului de Interne și al Colegiului Național de Apărare aflat sub patronajul Universității Naționale de Apărare. De asemenea, a studiat la Colegiul de Apărare NATO din jurisdicția directă a Organizației Tratatului Atlanticului de Nord.

## Activitate politică
Iulian-Alexandru Badea este cel mai tânăr parlamentar PSD din legislatura 2020-2024 și a fost ales ca secretar de vârstă al Camerei Deputaților pentru prima ședința de plen a noului legislativ.
Iulian Badea ocupă funcția de vicelider al grupului parlamentar PSD din Parlamentul României.
Își desfășoară activitatea parlamentară în cadrul Comisiei pentru Apărare, Ordine Publică și Siguranță Națională și a Comisiei pentru Politică Externă din Parlamentul României. De asemenea, Iulian-Alexandru Badea este vicepreședintele Comisiei pentru Cultură și Mass-Media din Parlamentul României.
Iulian Badea a fost nominalizat de către Partidul Social Democrat pentru a face parte dintr-un grup de lucru restrâns, format din alti 5 colegi parlamentari ai comisiilor pentru aparare din Parlamentul Romaniei, care să studieze si să amendeze pachetul de legi cu incidență în apărarea și siguranța națională. 8
Iulian-Alexandru Badea este începând cu 2020 membru al Grupului Ecumenic de Rugăciune din Parlamentul Romaniei.  Arhivat în 29 decembrie 2023, la Wayback Machine.